# Safari (album)
Pour les articles homonymes, voir Safari.
Albums de The Breeders
Pod
(1990) Last Splash
(1993)
Safari est le premier maxi et deuxième disque du groupe de rock indépendant américain The Breeders. Sorti le 6 avril 1992 sur le label indépendant 4AD, deux ans après leur premier opus et un an avant la sortie de leur deuxième album, il est considéré comme un album de transition, sa qualité étant meilleure que Pod, mais n'ayant pas atteint le succès commercial de Last Splash,. Composé de quatre titres, dont un titre qui se retrouvera plus tard sur l'album Last Splash et une reprise des Who, l'album a été enregistré dans les studios de Looking Glass Studios à New York, excepté pour la chanson Safari dont l'enregistrement eu lieu dans les studios First Protocol à Londres et la production fut assurée par Guy Fixsen.

## Contexte
Safari, tout comme le premier album Pod, a été réalisé, alors que la séparation des Pixies, dont la leader des Breeders Kim Deal était l'une des membres phare, n'était pas encore officielle. Le groupe voit l'arrivée, pour cet album, de la sœur jumelle de Kim Deal, Kelley, à la guitare et la présence d'un nouveau batteur, Mike Hunt, qui n'est autre que le pseudonyme de Britt Walford du groupe Slint. L'album voit aussi la présence de John Mattock, partenaire musicale régulier de Josephine Wiggs, bassiste des Breeders, à la batterie pour le titre Safari. C'est le seul opus pour lequel sont réunis à la fois Kelley Deal et Tanya Donelly, puisque celle-ci quittera le groupe peu de temps après pour former sa propre formation, Belly.
Les quatre titres qui composent l'album sont considérés comme aussi bonne voir de meilleure facture que les meilleurs des titres de Pod,.

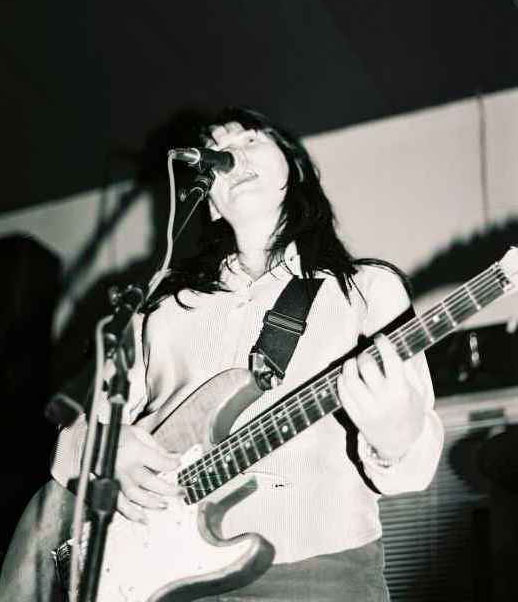
Safari voit l'arrivée au sein du groupe de la sœur jumelle de Kim Deal, Kelley Deal

## Liste des titres
Toutes les chansons sont écrites par Kim Deal, sauf mentions contraires.
| 1.    | Do You Love Me Now ? |                        | 2:41 |
| 2.    | Don't Call Home      | Kim Deal / John Murphy | 3:35 |
| 3.    | Safari               |                        | 3:30 |
| 4.    | So Sad About Us      | Pete Townshend         | 2:21 |
| 12:07 |                      |                        |      |